# کپور لب‌ریش شبه‌جزیره
کپور لب‌ریش شبه‌جزیره (نام علمی: Labeo fimbriatus) نام یک گونه از تیره کپورماهیان است.
این ماهی بیشتر در کشورهای پاکستان، هند، نپال، بنگلادش و میانمار وجود دارد.